# Piazza Virgiliana

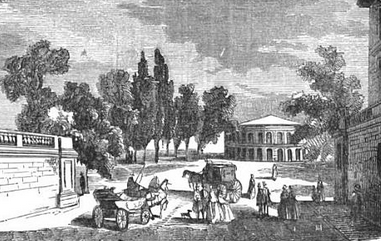
Piazza Virgiliana, 1850 ca.

Piazza Virgiliana è una vasta area verde della città di Mantova, voluta nel 1797 dal generale francese de Miollis allo scopo di onorare il poeta latino Virgilio.

## Storia
All'epoca dei Gonzaga l'attuale area della piazza era invasa dalle acque del Lago di Mezzo e occupata dal porto dell'ancona di Sant'Agnese che derivava il nome dall'omonimo monastero, successivamente andato distrutto, che sorgeva sulla riva dell'insenatura. Quest'ultima era attraversata da un terrapieno sul quale era stata edificata la chiesa di Santa Maria dell'Argine.
Con il tempo la zona si impaludò e si cominciò a pensare di fare dell'antico porto una piazza. Nel corso del XVIII secolo l'"ancona" fu gradualmente interrata anche utilizzando le macerie dei fabbricati cittadini demoliti o ristrutturati. In onore del poeta Virgilio la piazza dell'Argine fu denominata Virgiliana.
A completare l'opera fu il generale francese Sextius Alexandre François de Miollis nel 1797, che convinse del suo progetto la Municipalità. Il progetto della piazza fu affidato all'architetto Paolo Pozzo che prese a modello le piazze giardino francesi con quattro file d'alberi d'alto fusto.

### Il monumento a Virgilio
Nel 1919 fu costruito l'attuale monumento in marmo di Carrara disegnato dall'architetto Luca Beltrami sulla cui sommità è posta una grande statua in bronzo opera dello scultore milanese Emilio Quadrelli (1863-1925). Il costo finale superò il milione di lire, ottenuti sommando le 400.000 lire raccolte dal Comitato costituito cinquant'anni prima, e i contributi del comune di Mantova e dello Stato italiano.

## Altri edifici della piazza
In piazza Virgiliana sono anche gli edifici del Museo diocesano mantovano e dell'Ospedale Grande di San Leonardo.

## Galleria d'immagini

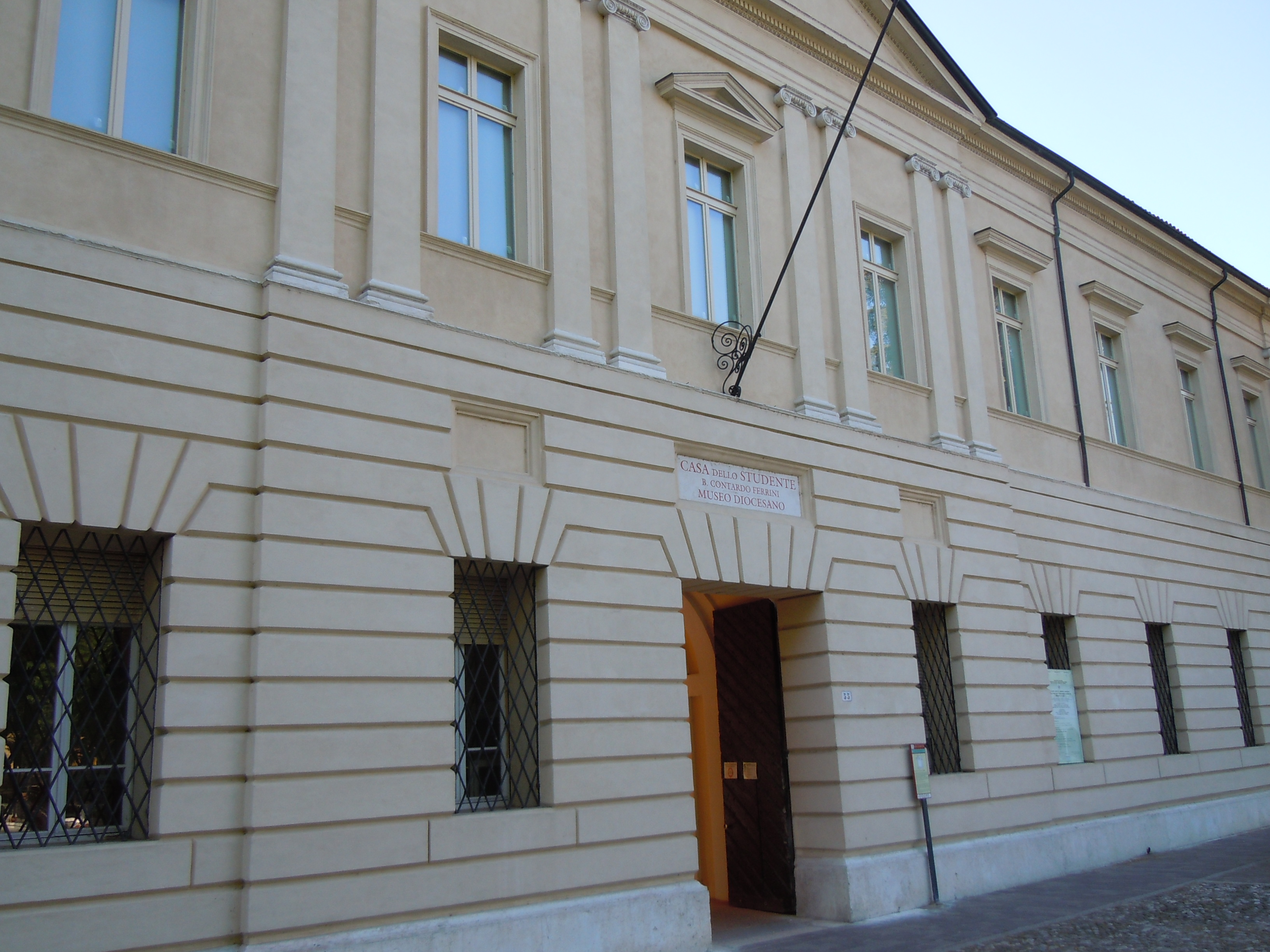
Museo diocesano Francesco Gonzaga
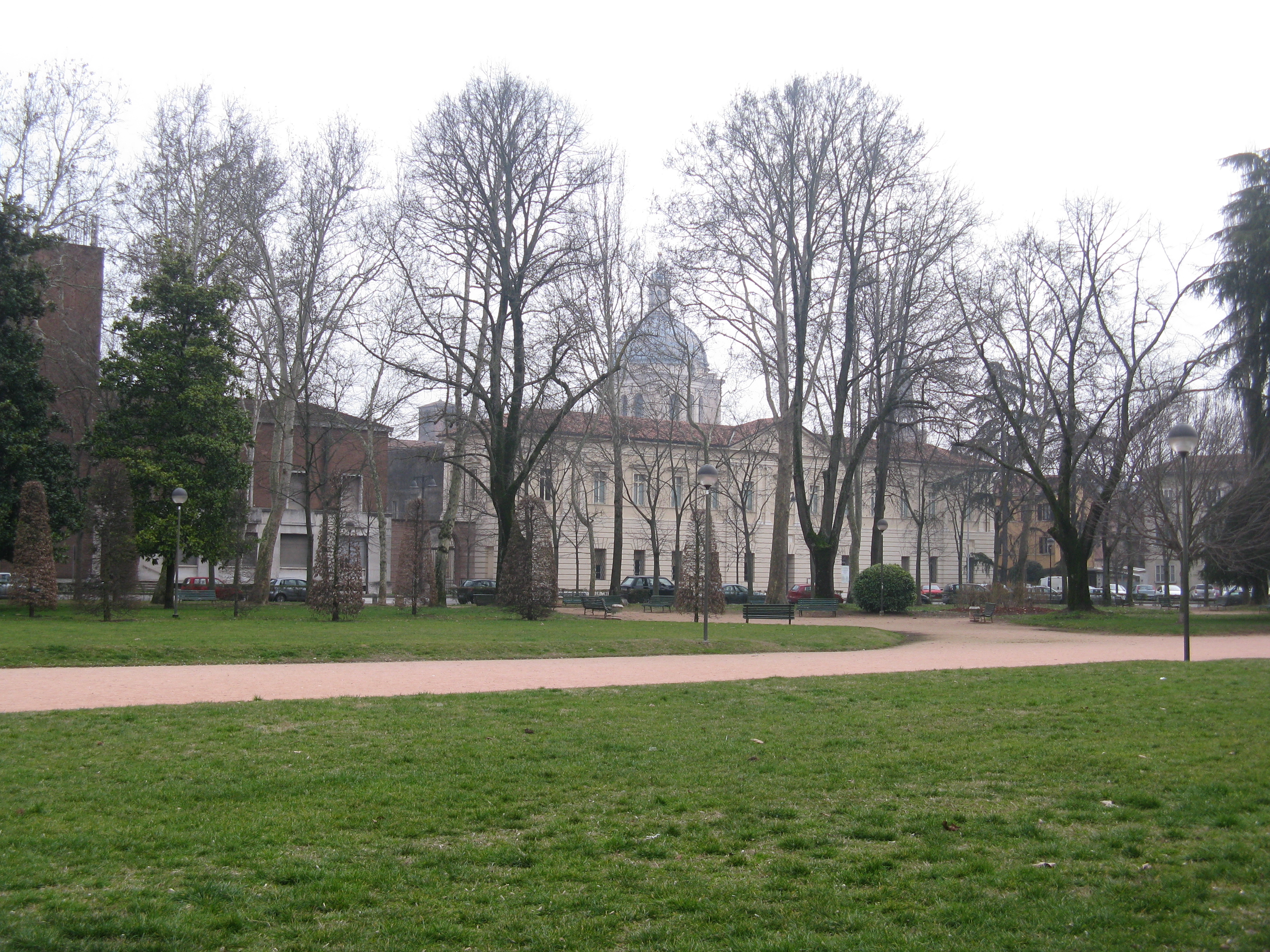
Piazza Virgiliana
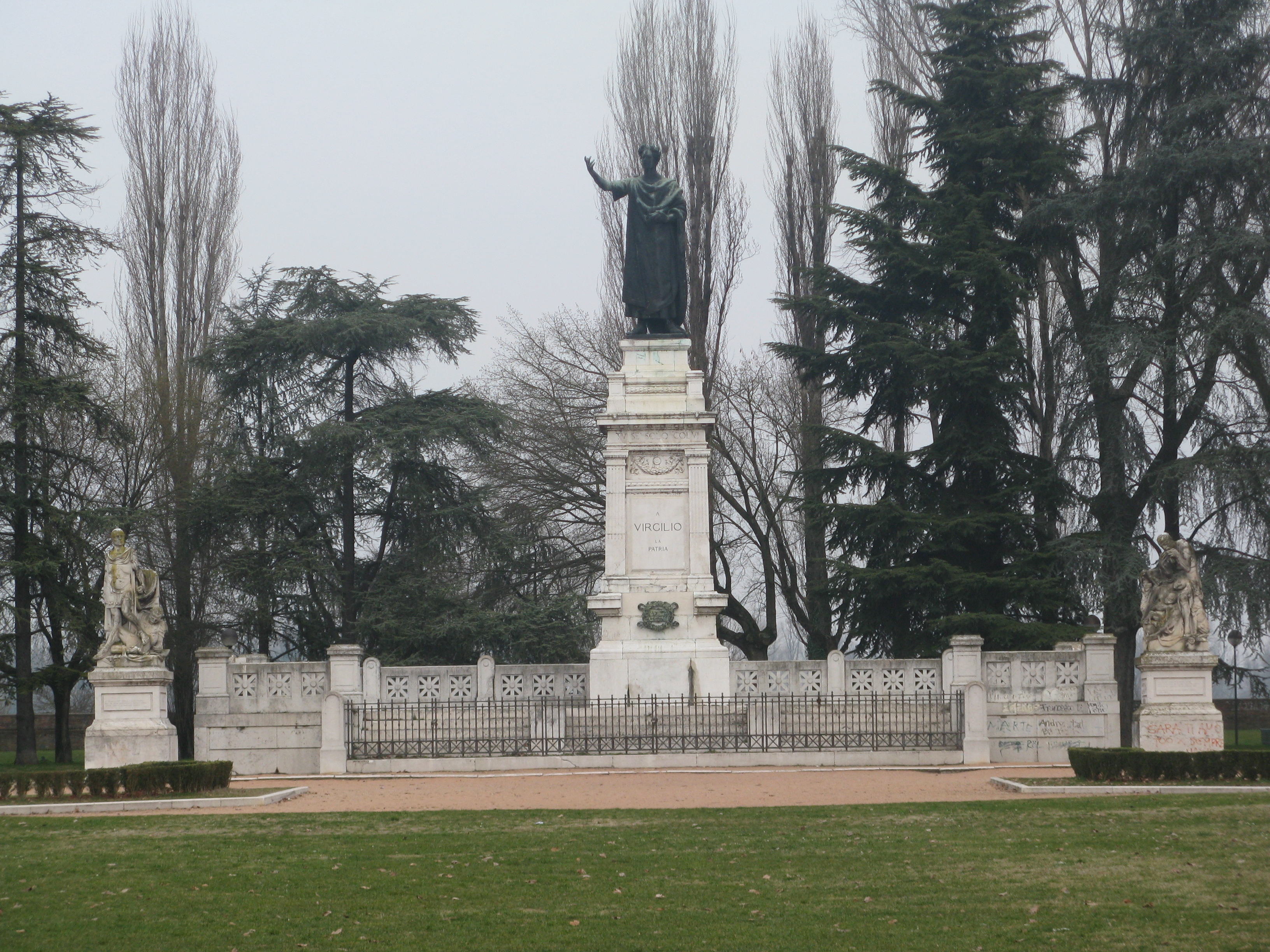
Monumento a Virgilio
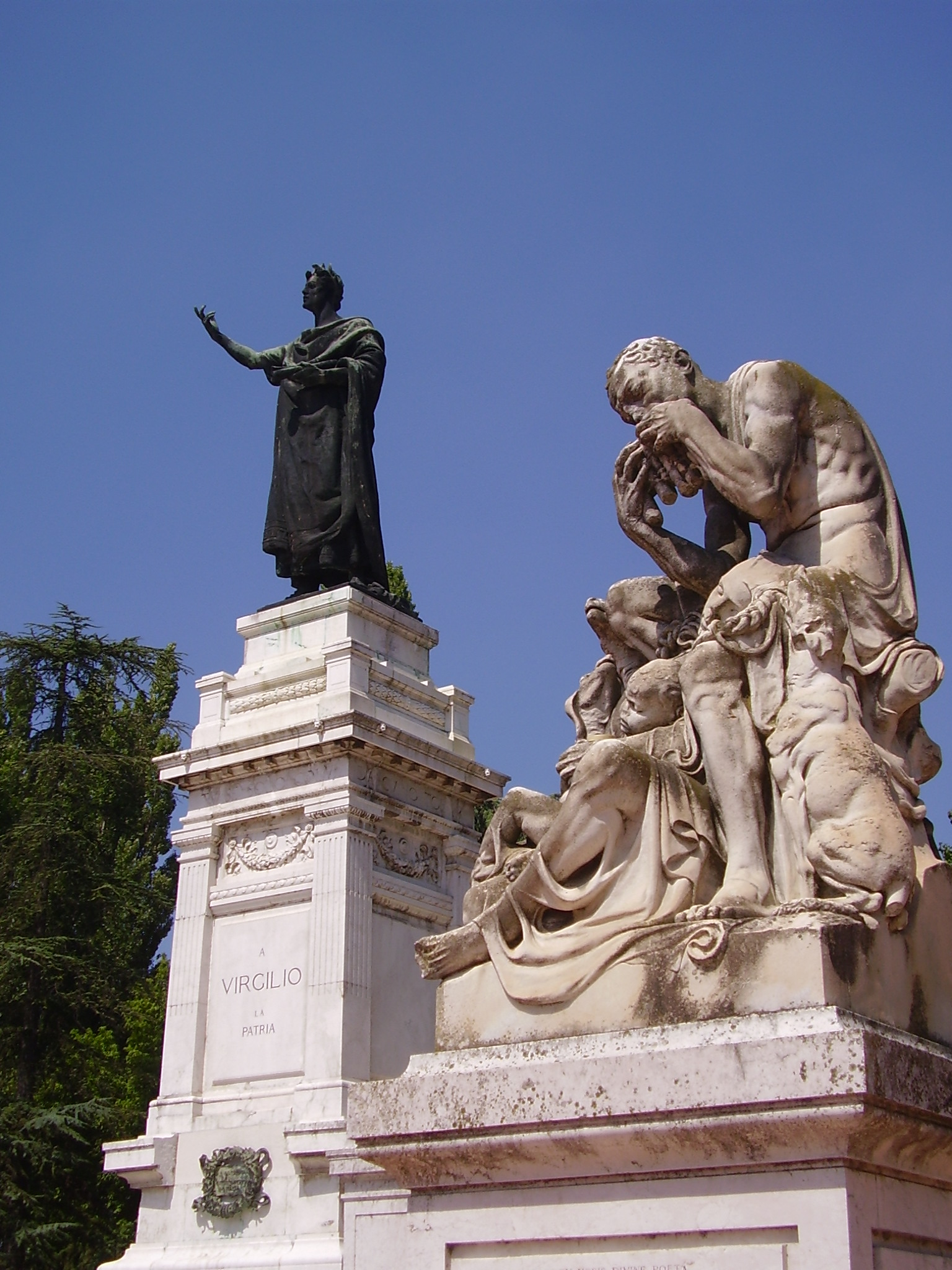
Monumento a Virgilio
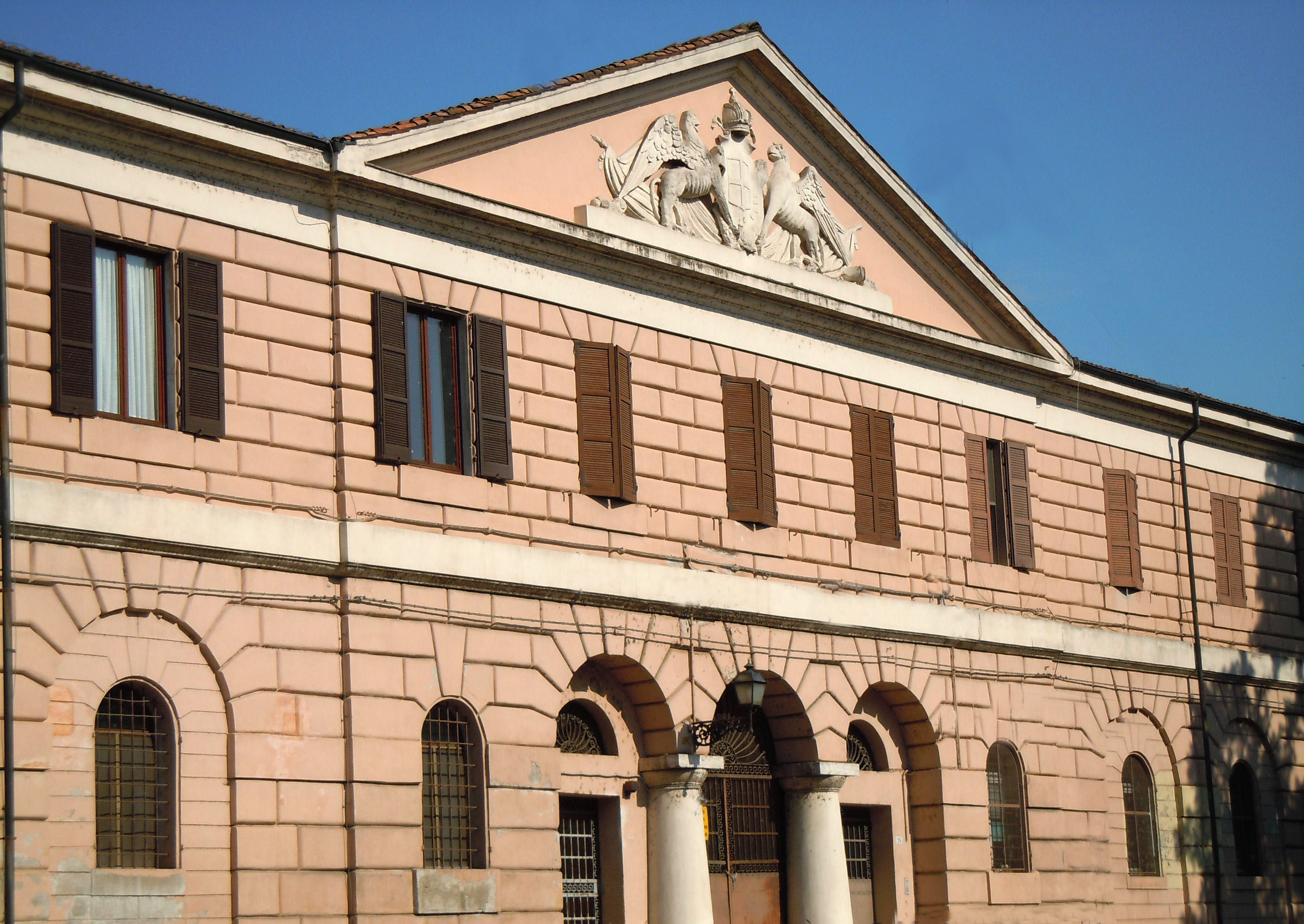
Ospedale Grande San Leonardo